# 고잉 인 스타일
《고잉 인 스타일》(영어: Going in Style)은 미국에서 제작된 마틴 브레스트 감독의 1979년 하이스트 코미디 드라마 영화이다. 조지 번스, 아트 카니, 리 스트라스버그 등이 출연하였고, 토니 빌 등이 제작에 참여하였다.
브레스트 감독의 최초 상업용 장편 영화이다.
2017년 동명 리메이크 영화가 개봉하였다.

## 출연
- 조지 번스 - 조 역
- 아트 카니 - 앨 역
- 리 스트라스버그 - 윌리 역
- 찰스 핼러핸
- 패멀라 페이턴라이트
- 마크 마골리스
- 셔반 키건
- 브라이언 네빌

## 기타 제작진
- 배역: 다이앤 크리턴든, 캐런 리아
- 미술: 스티븐 헨드릭슨
- 의상: 애나 힐 존스톤

## 우리말 녹음
MBC 성우진 (1988년 12월 4일)
- 배한성 - 조 (조지 번스)
- 김태훈 - 앨 (아트 카니)
- 이영달 - 윌리 (리 스트라스버그)
- 홍승옥
- 박태호
- 전임복
- 신성호
- 기경옥
- 양윤선
- 최상기
- 조향이
- 곽대홍
- 이종혁
- 김관철

## 같이 보기
- 멋진 녀석들
- 미스터 스마일